# سیلاخور

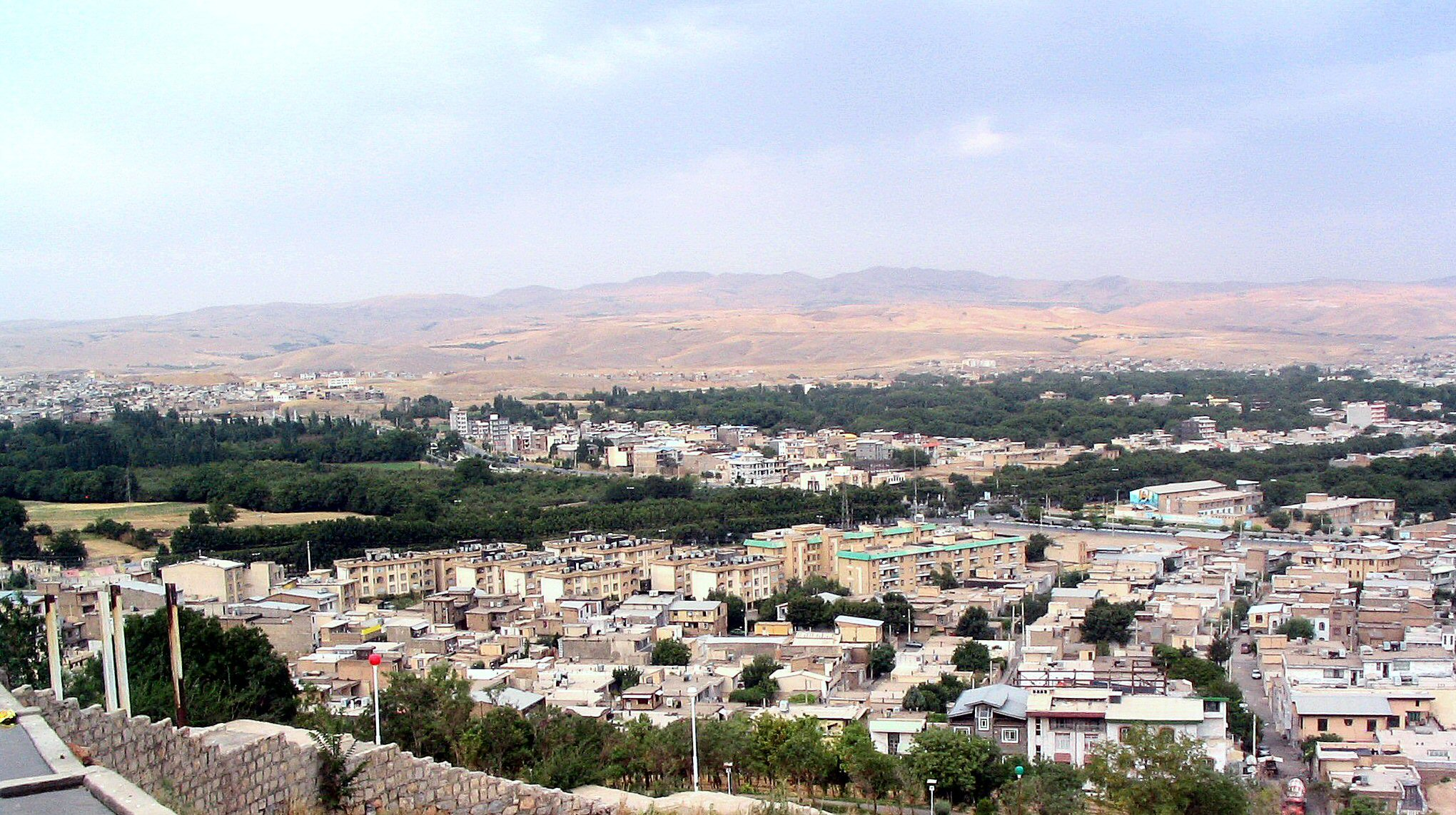
بروجرد بزرگ‌ترین شهر دشت سیلاب خور در حدفاصل سیلاخور پایین و بالا قرار گرفته‌است.

دشت سیلاخور بزرگ‌ترین زمین هموار استان لرستان در غرب ایران است. این دشت وسیع که بیشتر مساحت شهرستان‌های بروجرد و دورود و شهرستان نهاوند و بخش‌هایی از جنوب شهرستان ملایر و شهرستان الیگودرز و را دربرمی‌گیرد که به این مناطق لرستان ثلاثی (سوم) گفته می‌شود. از قطب‌های کشاورزی و باغداری منطقه هم به‌شمار می‌رود.
آثار به دست آمده از مناطقی چون تپه قلا رمیان (قلعه رومیان) در سه‌کیلومتری جنوب بروجرد و دیگر تپه‌ها و گورستان‌های تاریخی، سکونت بشر را از دست‌کم ۵۰۰۰ سال پیش در این ناحیه مسجل می‌کند. سیلاب خور و بروجرد در طول تاریخ جنگ‌های زیادی را به خود دیده و بارها مورد هجوم قرار گرفته‌است. جنگ نهاوند از امثال ان. بنابر آثار موجود اسکندر، رومیان و اعراب هجوم‌های گسترده و ویرانگری به این ناحیه داشته‌اند. سربازان سیلاخوری  موسوم به فوج سیلاخوری همواره به شجاعت و جنگاوری معروف بوده‌اند و پادشاهان قدیم حساب مخصوصی روی سپاهیان سیلاخوری خود باز می‌کرده‌اند. کلمه سیلاخور کوتاه‌شدهٔ سیلاب خور است که نشان می‌دهد از گذشته‌های دور سیلاب مشکل عمده‌ای در منطقه بوده‌است. به دلیل رسوب‌گذاری و فرسایش‌های کناره‌ای ناشی از طغیان رودخانهٔ سیلاخور در سال ۱۳۸۰ با پیگیری مهندس عبدالمحمد نظام الاسلامی رودخانهٔ سیلاب خور لایروبی شد.
واژه سیلاخور با توجه به سیل خیز بودن منطقه گرفته شده‌است یا سیلاب خور است «سیل او» یا سیل آب که به اشتباه سیلا را با سوراخ اشتباه گرفته شده‌است.
یکی از شدیدترین زلزله‌های ایران به بزرگای ۷٫۴ ریشتر در سال ۱۲۸۸ قمری در سیلاب خور روی داده‌است.

## وضعیت جغرافیایی
دشت سیلاخور به دو بخش سیلاخور بالا و سیلاخور پایین تقسیم می‌شود:

### سیلاخور بالا
سیلاخور بالا از بخش سامن در جنوب شهرستان ملایر و بخش خزل در نهاوند شروع شده و تا حوالی شهر بروجرد ادامه می‌یابد. روستاهای این منطقه همگی آباد و پرجمعیت‌اند و تفریح‌گاه‌های قدیمی مردم بروجرد مانند ییلاق‌های تاک درخت، دهکده ونایی، و خشتیانک همگی در این بخش هستند.
از تفرجگاه‌های نهاوند می‌توان به سراب گاماسیاب و گیان و فارسبان اشاره نمود.
محصول عمدهٔ آن انگور است به خصوص ملایر که شهر جهانی انگور است. کوه‌های مهم منطقه شامل قله‌های بلند کوه گرین در غرب که کانون دائمی آب منطقهٔ بروجرد و نهاوند است و نیز کوه‌های کم‌ارتفاع‌تر یزدگرد در شرق بروجرد می‌شود. بیشتر مردم گویش لری دارند. 

### سیلاخور پایین
بخشی از دشت سیلاخور است که از شهر بروجرد شروع شده و در جهت جنوب شرقی تا الیگودرز پیش می‌رود. به‌دلیل وجود آب فراوان، خاک خوب و زمین هموار این منطقه از کشاورزی پررونقی برخوردار است. مهم‌ترین کوه‌های منطقه عبارت‌اند از کوه شاه‌نشین در غرب و تپه‌های گنبدی‌شکل در شرق. مردم روستاهای منطقه آمیزه‌ای از تیره‌های مختلف‌اند. محصولات عمدهٔ کشاورزی شامل گندم، جو، برنج و حبوبات مختلف است. دامپروری نیز در کوه‌های غرب منطقه رواج فراوان دارد. باغ‌های بزرگ منطقه بیشتر در حاشیهٔ غرب و جنوب شهر بروجرد پراکنده‌اند که گسترش بی‌رویهٔ شهر بسیاری از آن‌ها را به نابودی کشانده‌است. از دیگر مراکز مهم باغداری می‌توان به روستای منطقه گلدشت و فیال و خایان و مروک اشاره کرد. سیب، به، گردو، بادام، آلو، زردآلو و انگور از محصولات مهم باغی سیلاخور پایین هستند. رود تیره که شاخه‌های خود را از غرب و شمال شهر بروجرد دریافت می‌کند سراسر سیلاخور پایین را می‌نوردد و در دورود با دریافت شاخه‌ای از سمت الیگودرز به نام مار بره و رودخانه سزار (ایران) و بعد دز را تشکیل می‌دهد. بارندگی‌های شدید هر ساله در بخش‌های جنوبی سیلاخور موجب سیلاب‌های شدید و آسیب دیدن زمین‌های کشاورزی و روستاها می‌شود. در سال‌های اخیر به‌علت رونق کشاورزی چاه‌های عمیق فراوانی در این دشت حفر شده که به‌علت برداشت‌های بی‌رویه و غیراصولی اکثر چشمه‌ها و قنات‌های این منطقه خشک شده و سطح آب‌های زیرزمینی به‌شدت دچار افت شده‌است، تا جایی که خیلی از چاه‌های عمیق نیز دچار کم‌آبی و بعضاً خشک شده‌اند. سد خاکی مروک وسد حوضیان الیگودرز نیز در این دشت احداث شده‌است. راه سراسری تهران ـ خوزستان از این ناحیه می‌گذرد. ارتفاع سیلاخور پایین از ۱۶۰۰ متر در شهر بروجرد تا ۱۴۰۰ متر در دورود و در الیگودرز تا ۲۱۰۰ متر متغیر است. سیلاخور بر روی گسل سراسری زاگرس واقع شده و منطقه‌ای زلزله‌خیز است. از مناطق پرجمعیت سیلاخور پایین می‌توان به بروجرد، دورود و چالانچولان و ازنا و الیگودرز اشاره نمود.

### نقاط شهری

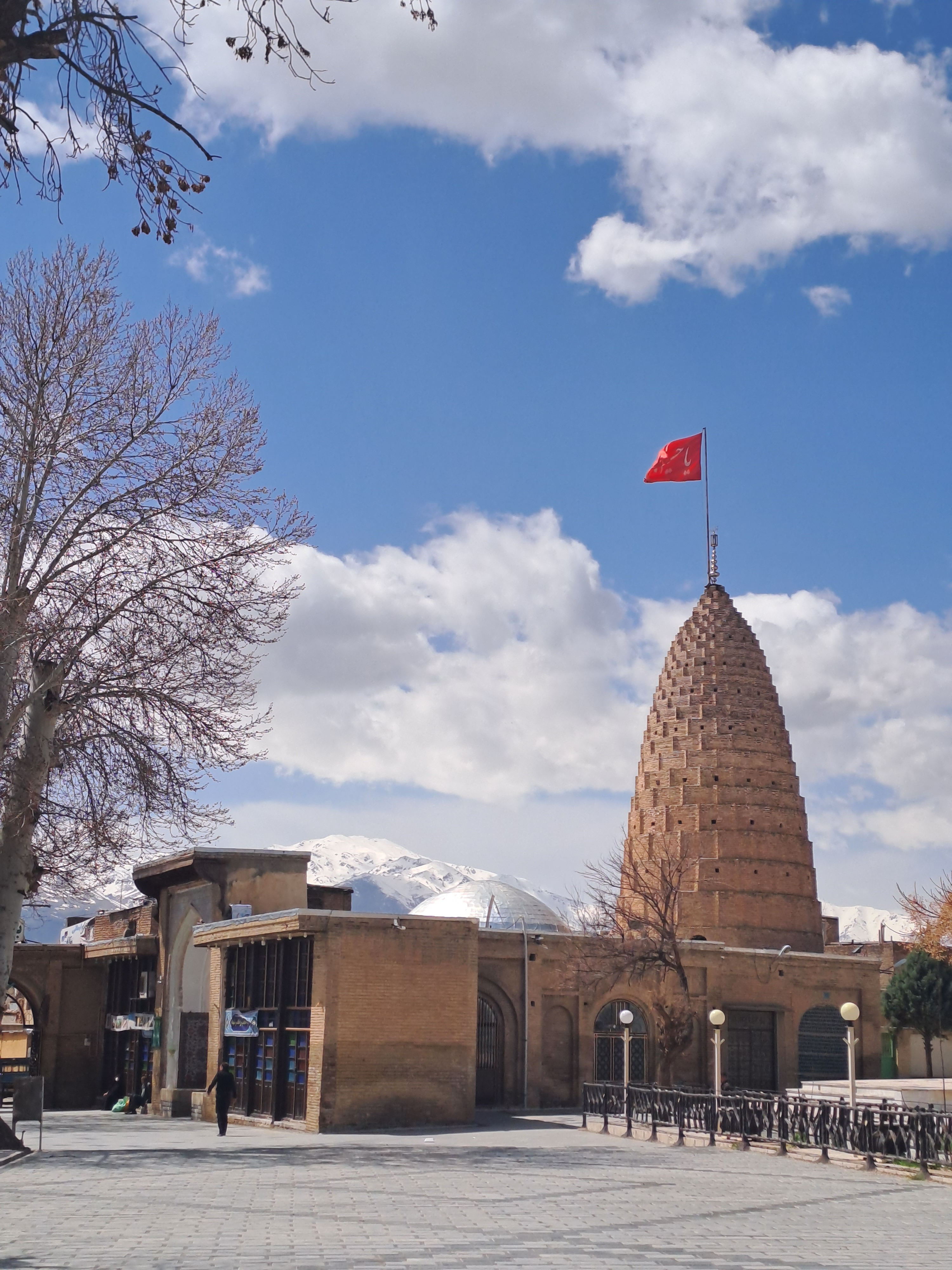
بروجرد بزرگترین شهر دشت سیلاخور

- ملایر
- بروجرد
- دورود
- چالانچولان
- الیگودرز
- نهاوند
- فیروزان
- گیان
- برزول
- اشترینان
- سامن
- ونایی

## لرزه‌خیزی
سیلاخور بر روی گسل سراسری زاگرس قرار گرفته‌است و گسل‌های فرعی دورود و قلعه حاتم در این ناحیه قرار دارند که زمینه‌ای برای وقوع زمین‌لرزه در این ناحیه پدید می‌آورند.

### زمین‌لرزهٔ ۱۲۸۷
بزرگ‌ترین زلزلهٔ ثبت‌شده در دشت سیلاخور مربوط به سدهٔ سیزدهم هجری است. در ۳ بهمن ۱۲۸۷ (خورشیدی) قمری، یکی از بزرگ‌ترین زمین‌لرزه‌های ثبت‌شدهٔ ایران، دشت سیلاخور واقع در بخش سیلاخور از توابع ولایت بروجرد را لرزاند. زمین‌لرزهٔ ۱۲۸۷ بروجرد که با نام زمین‌لرزهٔ سیلاخور نیز شناخته می‌شود، بزرگای ۷/۳ ریشتر داشته‌است.

### زمین‌لرزهٔ ۱۳۸۵
زمین‌لرزهٔ دورود و بروجرد در تاریخ ۳۱ مارس ۲۰۰۶ میلادی، برابر با ‎۱۱ فروردین ۱۳۸۵، ساعت ۱:۱۷:۰۰ به زمان یوتی‌سی در ایران، شهرستان‌های بروجرد و دورود در شرق استان لرستان را تکان داد که مخرب‌ترین زمین‌لرزهٔ این سال در این کشور بود. این زمین‌لرزه با دو پیش‌لرزه و بیش از یکصد و پنجاه پس‌لرزه همراه بود. زمین‌لرزه به وقت محلی در بامداد روز جمعه، ساعت ۴٫۵ روی داده و منطقۀ زمانی آن یوتی‌سی +۳٫۵ بوده‌است. ژرفای این زلزله ۷ کیلومتر بود، و بزرگی آن ۶٫۱ در مقیاس Mw اعلام شده‌است. نکتهٔ مثبت در کاهش تعداد کشته‌ها، پیش‌لرزهٔ ضعیف‌تر شب قبل بود که باعث شد مردم در بیرون از خانه‌ها بخوابند. مرکز زمین‌لرزه روستای درب آستانه شهرستان بروجرد در ۳۰ کیلومتری جنوب بروجرد و بر روی گسل بزرگ دشت سیلاخور بود.
سازمان زمین‌شناسی آمریکا نیز رومرکز این زمین‌لرزه را در مختصات ۳۳°۳۰′شمالی ۴۸°۴۷′شرقی / ۳۳٫۵°شمالی ۴۸٫۷۸°شرقی و ژرفای آن را در ۷ کیلومتر گزارش کرده‌است. بزرگی برگزیدهٔ این سازمان از میان بزرگی‌های محاسبه‌شدهٔ مختلف ۶٫۱ در مقیاس Mw بوده و از دید اثر، در میان چهار دسته‌بندی «نامحسوس»، «محسوس»، «زیان‌آور» یا «با تلفات»، زلزله را «با تلفات» اعلام کرده‌است. چهل روستا در زمین‌لرزه خراب شده‌است.
پروژهٔ «تنسور گشتاور مرکزوار» زاویه‌های (راستا، شیب، ریک) گسل سازندهٔ زمین‌لرزه و صفحهٔ عمود بر آن را (°۳۱۳، °۷۸، °۱۷۴-) یا (°۲۲۲، °۸۴، °۱۲-) و نوع گسل را«امتدادلغز» فرارسانده‌است.

## تاریخچه دشت سیلاخور بروجرد
این دشت به خاطر داشتن منابع آب و امکانات کشاورزی، نشان دهنده داشتن قدمتی طولانی و بسیار است. همین‌طور با پیدا شدن آثار باستانی و مهمی مثل تپه‌ها و قبرستان‌ها و به خصوص تپه قرق نزدیک به روستای قرق در شیروان که قدمت آن به عصر مس برمیگردد یکی از قدیمی‌ترین و البته مهم‌ترین تپه‌های این منطقه است که تا ۵طبقه لایه برداری دربارهٔ آن مطالعه شده. اما تنها این تپه‌ها و گورستان‌ها نبودند، وجود سفال‌ها و اشکال هندسی مختلف نیز قدمت این دشت سیلاخور لرستان را نشان می‌دهد. سال ۱۲۸۸ قمری، ایران یکی از شدیدترین زلزله‌های خود را با ۷٫۴ ریشتر در این دشت داشته. توریست‌ها و گردشگران تور لرستان که علاقه‌مند به تاریخ و باستان‌شناسی هستند، دشت مرموز و تاریخی سیلاخور بهترین جاذبه برای آنهاست.

## تاریخ
دشت سیلاخور به‌دلیل وجود منابع آبی و کشاورزی متنوع، از سابقهٔ سکونت طولانی برخوردار است و مهم‌ترین آثار تاریخی آن شامل تپه‌ها و گورستان‌های باستانی می‌شود. تپه قرق با قدمت عصر مس در مجاورت روستای قُرُق در دهستان شیروان از توابع شهرستان بروجرد، از مهم‌ترین تپه‌های باستانی دشت سیلاخور محسوب می‌شود که تا پنج طبقه لایه‌برداری و مطالعه شده‌است. اَشکال هندسی و رنگ اُخرایی سفال‌های کشف‌شده قدمت آن را با تپه گیان و کوه‌دشت لرستان هم‌زمان می‌کند. (ص. ۹). تپه قلعه رومیان نیز در سه‌کیلومتری جنوب بروجرد از تپه‌های مهم باستانی منطقه است که تا قرن نهم دارای اهمیت نظامی بوده‌است (همان).
مطالعاتی که از سوی هیئت شناسایی دشت سیلاخور وابسته به پژوهشگاه میراث فرهنگی و مطالعات فرهنگی صورت گرفته منجر به کشف آثار سفالی در دشت سیلاخور با قدمت هفت هزار سال شده‌است که از نوع سفال‌های معروف به باغ نو خرم‌آباد هستند. نتایج تحقیقات این گروه نشان می‌دهد که نخستین سکونتگاه‌ها در دشت سیلاخور در امتداد رودخانه‌های تیره و سیلاخور و چشمه‌های منطقه قرار داشته‌اند.